# Педагогический институт ТОГУ

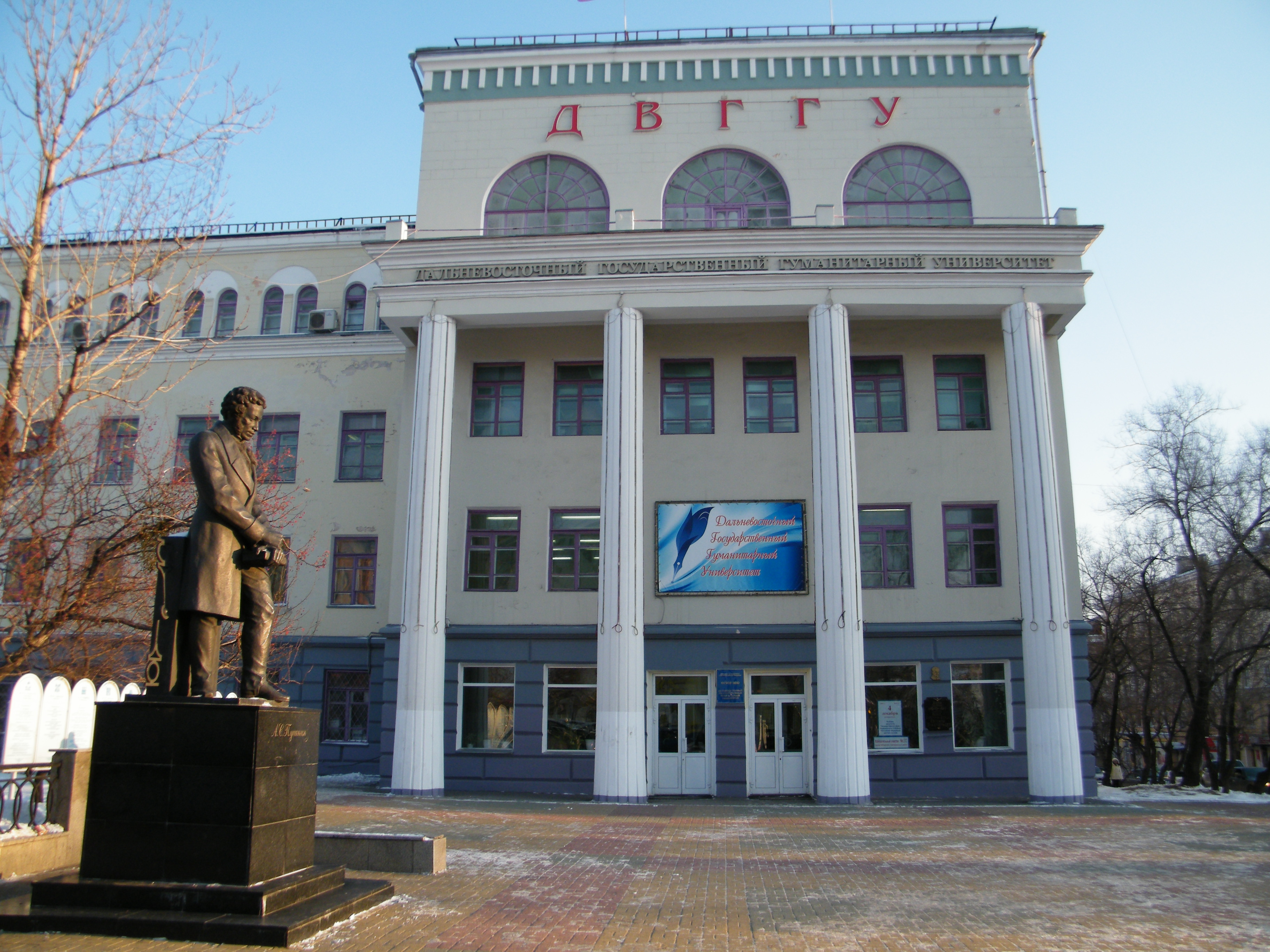
Памятник Александру Сергеевичу Пушкину перед главным корпусом Педагогического института.

Педагогический институт Тихоокеанского государственного университета  — высшее учебное заведение в Хабаровске.

## История
В 1934 году основан как Хабаровский государственный педагогический институт.
В 1994 году институт преобразован в Хабаровский государственный педагогический университет.
В 2005 году университет переименован в Дальневосточный государственный гуманитарный университет.
В 2015 году произошло слияние Дальневосточного государственного гуманитарного университета и Тихоокеанского государственного университета, в результате чего факультеты ДВГГУ стали факультетами ТОГУ.
Именем студента Хабаровского педагогического института Героя Советского Союза Евгения Дикопольцева (1921—1943) названа улица Хабаровска, на которой расположены некоторые корпуса университета.

## Факультеты
- факультет психологии и социально-гуманитарных технологий
- факультет физической культуры
- факультет естественных наук, математики и информационных технологий
- факультет искусств, рекламы и дизайна
- факультет филологии, переводоведения и межкультурной коммуникации
- факультет начального, дошкольного и дефектологического образования
- факультет востоковедения и истории
- факультет дополнительного образования

## Известные преподаватели
- Мисюркеев, Иван Васильевич — (1917—1996) — математик, профессор, декан физико-математического факультета (1948—1954), зам директора по учебной и научной работе (1954—1956) Хабаровского пединститута, зам директора по учебной работе Пермского пединститута (1954—1956), декан (1965—1972), заведующий кафедрой теории функций (1972—1988) механико-математического факультета Пермского университета.
- Всеволод Петрович Сысоев (1911—2011) — декан географического факультета, почётный гражданин Хабаровска, директор Хабаровского краеведческого музея, писатель-краевед, автор книг «Золотая Ригма», «Амурские звероловы», «Удивительные звери».
- Нина Константиновна Сопова - кандидат исторических наук, была ассистентом, доцентом, заведующей кафедрой, деканом исторического факультета 1979 г.